# Lithocarpus ruminatus
Lithocarpus ruminatus är en bokväxtart som beskrevs av Engkik Soepadmo. Lithocarpus ruminatus ingår i släktet Lithocarpus och familjen bokväxter. Inga underarter finns listade.